# Raskovnik

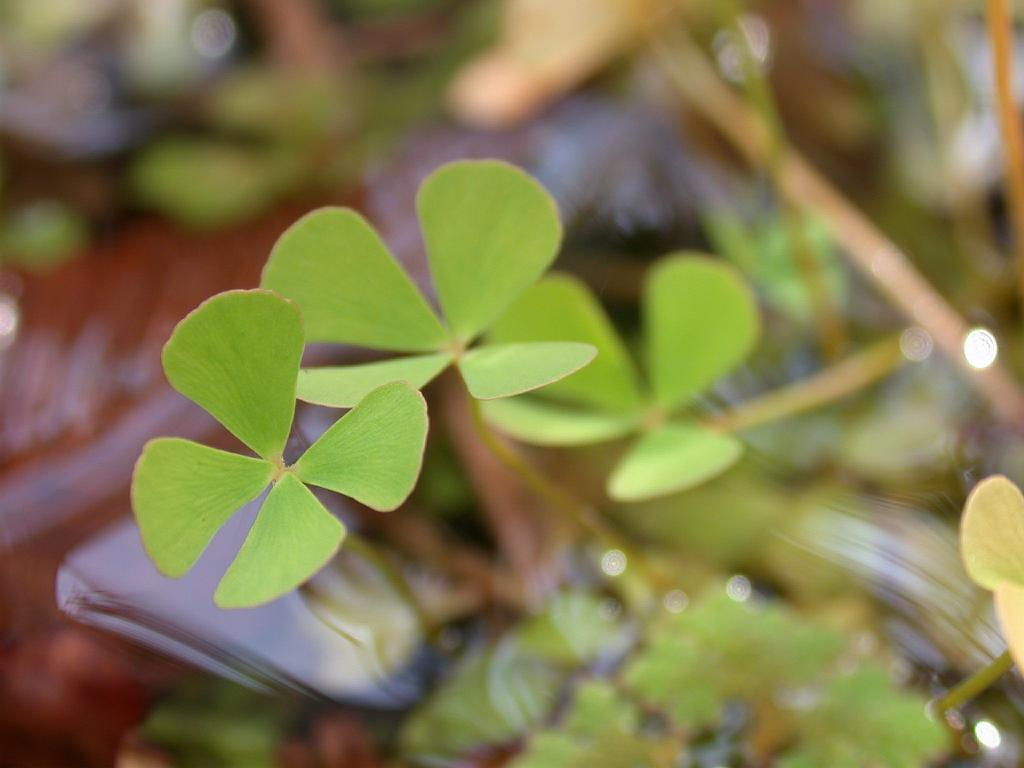
Razkovniče je bulharské jméno marsilky čtyřlisté (Marsilea quadrifolia, která má některé vlastnosti jako raskovnik

Raskovnik (nebo rusky pазрыв-трава, polsky rozryw, bulharsky разковниче) je kouzelná rostlina ve slovanské mytologii, obzvláště v Srbsku.
Podle slovníku Vuka Stefanoviče Karadziče:
Je to (imaginární) rostlina, která dokáže otevřít každý zavřený zámek.
Dokud lidé vědí, že raskovnik existuje, nikdo nedokáže ukázat, jak vypadá.
Existuje několik různých metod, jak raskovnik najít: Vuk zaznamenal, že jeden obchodník v Zemunu (Srbsko), který ji chtěl nalézt, jedné staré ženě zavřel nohy do železných pout a nechal ji chodit v noci po poli. Ve chvíli, kdy se železa sama rozepnula, byla žena na místě, kde roste raskovnik.
Jiná metoda doporučuje využít ježka nebo želvu: mladého ježka zamkneme do klece, jeho matka sama najde raskovnik a přispěchá odemknout. Ježky je však potřeba hlídat a být přitom rychlý, aby rostlinu po použití nesnědli.
Věřilo se, že některé poklady (například významný poklad cara Radovana) mohly být zamčeny takovým způsobem, že bylo potřeba raskovnika k jeho odemčení. Po rostlině proto pátralo mnoho hledačů pokladů.